# Calospila overali
Calospila overali is een vlindersoort uit de familie van de prachtvlinders (Riodinidae), onderfamilie Riodininae.
Calospila overali werd in 2006 beschreven door Jauffret, P & Sousa.